# رولاند سيرانو
رولاند سيرانو (بالإسبانية: Rolando Serrano) (13 نوفمبر 1938 في كولومبيا - 13 يونيو 2022) هو مدرب كرة قدم ولاعب كرة قدم كولومبي في مركز الوسط، شارك في كأس العالم 1962. وشارك مع منتخب كولومبيا لكرة القدم. أما مع النوادي، فقد لعب مع أتلتيكو جونيور وأمريكا دي كالي ونادي ميلوناريوس ويونيون ماغدالينا وكوكوتا ديبورتيفو ‏.

## وصلات خارجية
- رولاند سيرانو على موقع الاتحاد الدولي (مؤرشف)  (الإنجليزية)
- رولاند سيرانو على موقع قاعدة بيانات كرة القدم.إي يو (الإنجليزية)
- رولاند سيرانو على موقع ناشيونال فوتبول تيمز (الإنجليزية)
- رولاند سيرانو على موقع عالم كرة القدم.نت (الإنجليزية)